# Saint-Bonnet-de-Valclérieux
Saint-Bonnet-de-Valclérieux ist eine Ortschaft und eine ehemalige französische Gemeinde mit 231 Einwohnern (Stand: 1. Januar 2022) im Département Drôme in der Region Auvergne-Rhône-Alpes. Sie gehörte zum Arrondissement Valence und zum Kanton Drôme des collines.
Mit Wirkung vom 1. Januar 2019 wurden die früheren Gemeinden Montrigaud, Miribel und Saint-Bonnet-de-Valclérieux zur Commune nouvelle Valherbasse zusammengeschlossen und haben dort den Status einer Commune déléguée. Der Verwaltungssitz befindet sich im Ort Montrigaud.

## Geographie
Saint-Bonnet-de-Valclérieux liegt etwa 37 Kilometer nordöstlich von Valence. Umgeben wurde Saint-Bonnet-de-Valclérieux von den Nachbargemeinden Montrigaud im Norden, Dionay im Osten, Montmiral im Süden, Saint-Laurent-d’Onay im Südwesten sowie Miribel im Westen.

## Bevölkerung
| Jahr      | 1911 | 1962 | 1968 | 1975 | 1982 | 1990 | 1999 | 2006 | 2013 |
| --------- | ---- | ---- | ---- | ---- | ---- | ---- | ---- | ---- | ---- |
| Einwohner | 415  | 236  | 215  | 201  | 198  | 219  | 202  | 212  | 220  |

## Sehenswürdigkeiten
- Burg Solages aus dem 13. Jahrhundert, heutiger Bau aus dem 18. Jahrhundert

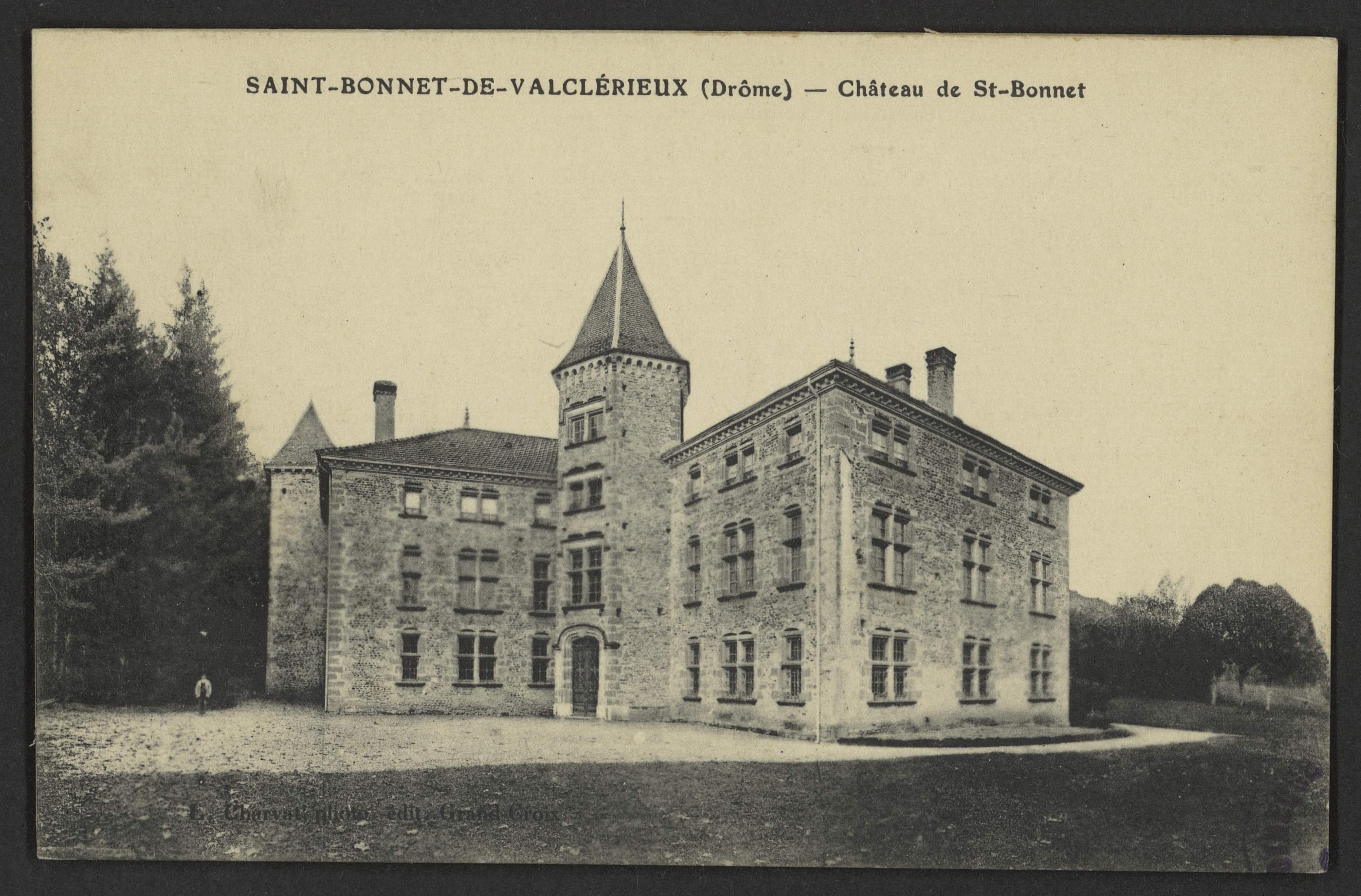
Alte Postkarte des Schlosses Saint-Bonnet

## Persönlichkeiten
- Jean Reymond (1912–1992), Verwaltungsbeamter und Politiker